# Пежо 5008 (кросоувър)
„Пежо 5008 II“ (Peugeot 5008 II) е модел средни SUV автомобили (сегмент J) на френската компания „Пежо“, произвеждан от 2017 година.
Той представлява второ поколение на многофункционалния автомобил Пежо 5008 I, но представлява кросоувър и е част от оттеглянето на марката от сегмента на многофункционалните автомобили за сметка на растящия пазар на кросоувър автомобили. Моделът използва платформата на второто поколение на „Пежо 3008“, но има увеличена база и обща дължина, позволяващи поставянето на трети ред седалки.